# PlayStation App
PlayStation App è un'applicazione mobile sviluppata da PlayStation Mobile Inc. per le piattaforme iOS e Android, che fornisce varie funzionalità per i giocatori di PlayStation.

## Funzioni
L'applicazione consente agli utenti di:
- Vedere quali amici PSN sono online e a cosa stanno giocando.
- Ricevere notifiche e inviti.
- Personalizzare il profilo PSN.
- Visualizzare i progressi e confrontare i trofei.
- Tenersi aggiornati sulle ultime novità sui videogiochi, le attività degli amici e dei giocatori che sono seguiti.
- Effettuare acquisti sul PlayStation Store e far partire i download da remoto sulla console.

Sony ha anche sviluppato altre app da integrare alla PlayStation app che consentono di avere diverse funzioni, come:
PlayStation Messages (ora integrata )
Per lo scambio di messaggi, immagini e vocali con gli amici, le community PlayStation
Secondo Schermo PS4
Per utilizzare il dispositivo come secondo schermo, per controllare la console, scrivere con la tastiera oppure avere opzioni aggiuntive sui giochi che lo supportano (ad esempio The Playroom)

## Cronologia degli aggiornamenti
La prima versione dell'app è uscita il 15 novembre 2013, il giorno del lancio di PS4 in Nord America.
1.70
Uscita il 30 aprile 2014, aggiunge notifiche, richieste di amicizia e la possibilità di cambiare l'immagine del profilo dalla galleria del telefono.
2.00
Uscita il 27 ottobre 2014 aggiunge il supporto per tablet.
2.50
Uscita il 26 marzo 2015 ha aggiunto opzioni di accessibilità.
3.00
Uscita il 30 settembre 2015 ha aggiunto gli Eventi e l'accesso come ospite.
3.10
Ha aggiunto la possibilità di seguire i giocatori verificati e la parte di messaggistica divisa e spostata in una app esterna (PlayStation Messages).
3.50
Ha aggiunto la possibilità di creare eventi.
4.00
Aggiunta la possibilità di modificare il proprio avatar PSN direttamente dall'app. Una nuova app, PlayStation Communities, è uscita il 29 novembre 2016.
Il 7 novembre 2017 l'app è stata completamente ridisegnata con tempi di caricamento migliorati. La funzionalità del secondo schermo è divisa in un app autonoma ed è stata  rimossa la possibilità di visualizzare le trasmissioni in diretta.
Nel 2020 in occasione dell'uscita di PS5 l'app è stata completamente aggiornata e rivoluzionata portando varie novità:
- L'interfaccia utente è stata trasformata completamente aggiungendo la possibilità di vedere più informazioni sui singoli giochi
- L'app di messaggistica è stata implementata all'interno dell'app (rendendo la precedente app non più disponibile)
- Ora è possibile creare e partecipare ai party direttamente dall'app e parlare attraverso il microfono del dispositivo
- Il Playstation Store è stato integrato nell'app velocizzando di molto la navigazione (precedentemente lo store veniva aperto dal browser)
- Sono state aggiunte delle nuove funzioni pensate per la PS5 come avviare giochi da remoto e gestire la memoria della console.
- Aggiunta la scheda delle novità per restare aggiornati sulle novità pubblicate dagli sviluppatori